# Concerto cho violin Số 2 (Paganini)
Bản hòa tấu vĩ cầm số 2 cung Si thứ của Nicôlô Paganini có tên trong tiếng Anh là "Concerto for violin No. 2". Tên đầy đủ của nhạc phẩm này là Violin Concerto N°2 in B Minor, Op. 7 (bản hòa tấu vĩ cầm số 2 cung Si thứ, ôput 7) mà ông sáng tác ở Ý, gồm ba chương. Bản nhạc này được ông hoàn thành biên soạn vào năm 1826, công diễn toàn bộ vào năm sau, tại La Scala thuộc Milanô, do chính tác giả là nghệ sĩ độc tấu vĩ cầm.
Nhạc phẩm này thường được nhắc đến trong giới âm nhạc vì đòi hỏi trình độ biểu diễn vĩ cầm rất kỹ thuật điêu luyện, đồng thời có giai điệu đẹp, nhất là chương 3 của tác phẩm được Liszt chuyển thể và biến tấu thành tác phẩm nổi tiếng cho độc tấu dương cầm, được gọi là La Campanella.
Như trong hầu hết các sáng tác của Paganini, khi biểu diễn nhạc phẩm này, nghệ sĩ chơi vĩ cầm cần sử dụng các ngón tay rất linh hoạt, kết hợp với kéo cung (archet/bow) khéo léo và phức tạp, nhiều lần dừng lại dùng ngón tay búng dây (pizzicato) hoặc hợp âm cả bốn dây.

## Cấu trúc
Nhạc phẩm gồm ba chương (movements):
1. Allegro maestoso (in B minor, ending in B major)
2. Adagio (in D major)
3. Rondo à la clochette (in B minor)

Riêng chương thứ ba viết theo điệu rondo có biệt danh là "La Clochette" (tiếng Pháp) hoặc "La Campanella" (tiếng Ý) mà  Paganini muốn mô tả tiếng chuông nhỏ. Bởi thế, chương ba còn gọi là "Rondo a la clochette" (điệu rôngđô tiếng chuông nhỏ). Cũng có người còn gọi toàn bộ nhạc phẩm này là La Campanella của Paganini, mặc dù gọi như vậy là chưa đầy đủ.